# Shkelqim Demhasaj
Shkelqim Demhasaj (* 19. April 1996 in Schaffhausen) ist ein kosovarisch-schweizerischer Fussballspieler, der bei Neuchâtel Xamax in der Challenge League unter Vertrag steht.

## Karriere

### Verein
Seine Juniorenzeit verbrachte Shkelqim Demhasaj beim FC Schaffhausen. Im Sommer 2013 schaffte er den Sprung ins Kader der 1. Mannschaft des FC Schaffhausen in die Challenge League. In der Saison 2016/17 schoss er 17 Tore.
Am 22. Juni 2017 wechselte er zum FC Luzern in der Schweizer Super League, wo er einen Vertrag bis Ende Juni 2020 unterschrieb. Er debütierte am 20. Juli 2017 in der Europa League im Spiel gegen NK Osijek. Er schoss am 6. August 2017 sein erstes Meisterschaftstor in der Super League beim 2:2 im Heimspiel gegen den Grasshopper Club Zürich.
Am 2. Juli 2020 wurde bekannt, dass Demhasaj zum Grasshopper Club Zürich wechselt, bei dem er einen Vertrag bis Ende Juni 2023 unterzeichnete.
In der Rückrunde 2022 wurde er an den FC Winterthur ausgeliehen, nachdem dort Topskorer Roman Buess kurz vor Rückrundenstart ausgefallen war und ein Ersatz benötigt wurde. In Winterthur stand er während acht Spielen auf dem Feld und schoss zwei Tore.

### Nationalmannschaft
Bis 2018 gehörte Demhasaj dem Kader der Schweizer U-21-Nationalmannschaft an.
Im November 2018 wurde Demhasaj für die Spiele in der UEFA Nations League erstmals in das Kader der kosovarischen Nationalmannschaft berufen. Sein Debüt gab er am 17. November 2018 gegen Malta, als er in der 83. Minute für Vedat Muriqi eingewechselt wurde.